# 普集街乡
普集街乡是中国陕西省咸阳市武功县下辖的一个乡。

## 行政区划
普集街乡下辖以下行政区：
普中村、普东村、普西村、梅花村、何家村、郑村、黄家村、柳林村、高王村、永新村、永丰村、香尧村、香西村、永台村